# Distrito de Wasseramt
Wasseramt é um distrito da Suíça, localizado no cantão de Soleura. Tem 76,62 km² de área e sua população em 2019 foi estimada em 52.134 habitantes. Sua sede é a comuna de Kriegstetten.

## Comunas
Wasseramt está composto por um total de 19 comunas:
- Aeschi
- Biberist
- Bolken
- Deitingen
- Derendingen
- Drei Höfe
- Etziken
- Gerlafingen
- Halten
- Horriwil
- Hüniken
- Kriegstetten
- Lohn-Ammannsegg
- Luterbach
- Obergerlafingen
- Oekingen
- Recherswil
- Subingen
- Zuchwil